# Joel Plante
Joel Plante   (Massachusetts, 1975) és un enginyer de so i de masterització estatunidenc, conegut per la participació en alguns dels àlbum de Pink Floyd, i guanyador d'un Grammy juntament amb James Guthrie per la reedició de l'àlbum Amused to Death l'any 2015, en la categoria de Millor àlbum de so envoltant.
Actualment treballa amb James Guthrie en el seu estudi das boot recoding, situat al llac Tahoe a Califòrnia.

## Treballs
Ha treballat en multitud d'àlbums com a enginyer de so i masterització, entre altres amb els següents:
- Pink Floyd: masterització a The Piper at the Gates of Dawn, A Saucerful of Secrets, More, Ummagumma, Atom Heart Mother, Meddle, Obscured by Clouds, The Dark Side of the Moon, Wish You Were Here, Animals, The Wall, The Final Cut, A Momentary Lapse of Reason, The Division Bell, Echoes: The Best of Pink Floyd, Discovery, etc
- David Gilmour: Rattle That Lock
- Roger Waters: Amused to Death, Roger Waters The Wall
- Kate Bush: des de Lionheart l'any 1978, fins a The Other Sides el 2019.

## Premis
- 58a edició dels premis Grammy: categoria Best Surround Sound Album per Amused To Death (2015).[3]